# Sowjetischer Meister (Eishockey)
Der Sowjetische Meister bzw. "Meister der UdSSR" (offizielle russische Bezeichnung «чемпион СССР») wurde im Eishockey von 1946 bis 1992 ausgespielt. Anschließend wurde die sowjetische Meisterschaft durch die Internationale Hockey-Liga ersetzt.  

## Geschichte
Zwischen 1946 und 1970 fand die höchste sowjetische Eishockeyliga unter dem Namen Klass A statt. Anschließend wurde sie bis 1992 unter dem Namen Wysschaja Liga ausgetragen. Infolge des politischen Umbruchs und der anschließenden Auflösung der UdSSR wurde die Wysschaja Liga als höchste Spielklasse abgelöst und durch die Internationale Hockey-Liga ersetzt, welche aus Mannschaften aus dem Gebiet der Gemeinschaft unabhängiger Staaten (GUS) bestand. Der Meister der Saison 1991/92, der HK Dynamo Moskau, bezeichnete sich auf seiner Internetseite weiterhin als "Meister der UdSSR", da zum Zeitpunkt des Meisterschaftsbeginns die Sowjetunion noch existierte. Teilweise wird Dynamo Moskau jedoch auch als erster "Meister der GUS" («Чемпионат СНГ») bezeichnet.

## Erfolgreichste Vereine
Obwohl die sowjetische Eishockeyliga aus Mannschaften verschiedener Sowjetrepubliken bestand, gewannen ausschließlich Moskauer Vereine. Unangefochtener Rekordmeister ist dabei der HK ZSKA Moskau, welcher insgesamt 32 Meisterschaften holen konnte und dabei in den Jahren 1977 bis 1989 ohne Unterbrechung den Titel gewann. Die Gründe für diese Dominanz, welche sich letztlich auch europaweit erstreckte, sind in der damaligen Sportpolitik zu sehen, als regelmäßig die talentiertesten Spieler des Landes zum Armeesportklub in die Hauptstadt delegiert wurden. Als Folge davon war die sowjetische Eishockeynationalmannschaft über viele Jahre hinweg fast identisch mit dem Team von ZSKA Moskau.

Neben dem ZSKA konnten im Laufe der Jahre noch vier weitere Moskauer Klubs die Meisterschaft gewinnen.

## Titelträger
- 1947 HK Dynamo Moskau
- 1948 HK ZSKA Moskau
- 1949 HK ZSKA Moskau
- 1950 HK ZSKA Moskau
- 1951 WWS Moskau
- 1952 WWS Moskau
- 1953 WWS Moskau
- 1954 HK Dynamo Moskau
- 1955 HK ZSKA Moskau
- 1956 HK ZSKA Moskau
- 1957 Krylja Sowetow Moskau
- 1958 HK ZSKA Moskau
- 1959 HK ZSKA Moskau
- 1960 HK ZSKA Moskau
- 1961 HK ZSKA Moskau
- 1962 HK Spartak Moskau
- 1963 HK ZSKA Moskau
- 1964 HK ZSKA Moskau
- 1965 HK ZSKA Moskau
- 1966 HK ZSKA Moskau
- 1967 HK Spartak Moskau
- 1968 HK ZSKA Moskau
- 1969 HK Spartak Moskau
- 1970 HK ZSKA Moskau
- 1971 HK ZSKA Moskau
- 1972 HK ZSKA Moskau
- 1973 HK ZSKA Moskau
- 1974 Krylja Sowetow Moskau
- 1975 HK ZSKA Moskau
- 1976 HK Spartak Moskau
- 1977 HK ZSKA Moskau
- 1978 HK ZSKA Moskau
- 1979 HK ZSKA Moskau
- 1980 HK ZSKA Moskau
- 1981 HK ZSKA Moskau
- 1982 HK ZSKA Moskau
- 1983 HK ZSKA Moskau
- 1984 HK ZSKA Moskau
- 1985 HK ZSKA Moskau
- 1986 HK ZSKA Moskau
- 1987 HK ZSKA Moskau
- 1988 HK ZSKA Moskau
- 1989 HK ZSKA Moskau
- 1990 HK Dynamo Moskau
- 1991 HK Dynamo Moskau
- 1992 HK Dynamo Moskau*

* umstritten, ob GUS- oder UdSSR-Meister